# Nevado de Casiri
Nevado de Casiri är ett berg i Bolivia.   Det ligger i departementet La Paz, i den västra delen av landet, 500 km nordväst om huvudstaden Sucre. Toppen på Nevado de Casiri är 5 415 meter över havet, eller 43 meter över den omgivande terrängen. Bredden vid basen är 0,46 km.
Terrängen runt Nevado de Casiri är bergig åt nordväst, men åt sydost är den kuperad. Runt Nevado de Casiri är det glesbefolkat, med 18 invånare per kvadratkilometer.. 
Trakten runt Nevado de Casiri består i huvudsak av gräsmarker.